# مجلة الايمان
مجلة الإيمان كما جاء على غلاف عددها الأول (مجلة شهرية، لسان حال النادي الثقافي القومي).
قد صدر عددها الأول والثاني دون تاريخ، وهذه ملحوظة نجدها على غيرها من مجلات تلك الفترة، ويُعتقد بأن يعود ذلك إلى كون أن المجلة كانت تطبع في بيروت فالمراقبة والاستدراك دونه صعوبات، فضلاً عن أن نقل المجلة ربما استغرق وقتاً طويلاً يتجاوز بها التاريخ المثبت على العدد الأول الذي واجه صعوبات لا يواجهها ما يليه عادة.
يقول أحمد الشرباصي صاحب كتاب أيام الكويت:

## الملاحق
قد ظهرت نشرة مستقلة يصدرها النادي الثقافي القومي أيضا تحمل اسم (ملحق الايمان) وصدر عدد الملحق الأول يوم الجمعة 16 أكتوبر 1953م وهو قائم على مجموعة من الأخبار الخفيفة والمختارات الشعرية العربية، مع تركيز نسبي على نشر المبادئ القومية والتوعية بها، كما ظهرت بالملحق اهتمامات بالمجتمع الكويتي وبخاصة قضايا المرأة والدعوة إلى المساواة.
كان الملحق يطبع في مطبعة دائرة المعارف الكويت كما ظهرت نشرة أخرى مستقلة يصدرها النادي الثقافي القومي ايضاً باسم (صدى الإيمان) رأس تحريرها أحمد محمد الخطيب ثم خلفه عليها عبد الرزاق خالد الزيد، وقد اختلف شكل المجلة أكثر من مرة، وظهرت بعض أعدادها دون ذكر لرئيس التحرير.

## أسرة التحرير
- أحمد السقاف
- أحمد محمد الخطيب
- عبد الله يوسف الغانم
- عبد الرزاق البصير
- يوسف إبراهيم الغانم
- يوسف المشاري